# Lokaler Diskretisierungsfehler
|  | Dieser Artikel wurde auf der Qualitätssicherungsseite des Portals Mathematik eingetragen. Dies geschieht, um die Qualität der Artikel aus dem Themengebiet Mathematik auf ein akzeptables Niveau zu bringen. Bitte hilf mit, die Mängel dieses Artikels zu beseitigen, und beteilige dich bitte an der Diskussion! (Artikel eintragen) |

Ein lokaler Diskretisierungsfehler ({\displaystyle \delta }) oder Abschneidefehler ist in der Numerik gewöhnlicher Differentialgleichungen ein Fehler, der auf der Differenz zwischen exakter und (approximativer) numerischer Lösung basiert. Das zugrunde liegende numerische Verfahren berechnet Schritt für Schritt eine Approximation an eine endliche Anzahl an Funktionswerten der Lösung der Differentialgleichung. Der lokale Diskretisierungsfehler ist ein Maß für den Fehler, der in genau einem Schritt entsteht. Da die exakte Lösung i. d. R. nicht bekannt ist, kann der Fehler zumeist nicht exakt quantifiziert werden, sodass eine Fehlerabschätzung genutzt wird. Bei dieser liegt der Fokus auf der Abhängigkeit des Fehlers von der Diskretisierungsfeinheit (Anzahl zu approximierender Funktionswerte) des numerischen Verfahrens. Aus einer Abschätzung des lokalen Diskretisierungsfehlers lässt sich unter gewissen Voraussetzungen auch bei verfeinernder Diskretisierung ableiten, wie schnell die numerische Lösung gegen die exakte Lösung konvergiert.
Dieser Beitrag beschränkt sich auf Anfangswertprobleme gewöhnlicher Differentialgleichungen (AWP) sowie auf numerische Einschrittverfahren (ESV), die von einer Diskretisierungsschrittweite ({\displaystyle h}) abhängen. Der lokale Diskretisierungsfehler ist der mit {\displaystyle 1/h} skalierte Fehler, der in einem Schritt des ESV auftritt: Ist {\displaystyle x(t)} die exakte Lösungsfunktion und {\displaystyle x^{h}(t):=x(t)} der Startwert des numerischen Verfahrens (nicht notwendigerweise der Anfangswert {\displaystyle t=t_{0}} des AWP) sowie {\displaystyle x^{h}(t+h)} der Wert der numerischen Lösung nach einem Schritt, dann ist {\displaystyle {\tfrac {1}{h}}{\big (}x(t+h)-x^{h}(t+h){\big )}} der lokale Diskretisierungsfehler. Die Differenz {\displaystyle x(t+h)-x^{h}(t+h)} erhält man ebenfalls, wenn die exakte Lösung {\displaystyle x} in die numerische Verfahrensvorschrift eingesetzt wird. Daher beschreibt der lokale Diskretisierungsfehler auch, wie gut die exakte Lösung die Verfahrensvorschrift erfüllt.
Damit ein ESV einen Bezug zum gegebenen AWP besitzt, muss für {\displaystyle h\rightarrow 0} der lokale Diskretisierungsfehler ebenfalls gegen Null gehen. In diesem Fall nennt man das Verfahren konsistent. Die Geschwindigkeit, mit der der Fehler, d. h. {\displaystyle {\mathcal {O}}(h^{p})}, gegen Null tendiert, nennt man Konsistenzordnung {\displaystyle p}. Hier geht es (noch) nicht darum, dass die aus dem ESV berechnete Lösung (global) gegen die exakte Lösung des AWP konvergiert, sondern es wird erst einmal gefordert, dass das numerische Ersatzproblem (das ESV) in einer gewissen Beziehung zum gegebenen AWP steht. Unter moderaten Voraussetzungen folgt aus einem Verfahren mit Konsistenzordnung {\displaystyle p}, dass das Verfahren auch konvergent bzgl. der Ordnung {\displaystyle p} ist, d. h. {\displaystyle \max \|x(t_{i})-x^{h}(t_{i})\|={\mathcal {O}}(h^{p})}, wobei {\displaystyle t_{i}} die Punkte der zu approximierenden Funktionsauswertungen sind. Der lokale Diskretisierungsfehler lässt sich auch ohne die Skalierung mit {\displaystyle 1/h} definieren; zur Vergleichbarkeit mit anderen Verfahren und zur Bestimmung der Konvergenzordnung eines Verfahrens ist es wichtig, welche Definition verwendet wurde.
Auf Basis des lokalen Diskretisierungsfehlers lassen sich Algorithmen zur automatischen Steuerung der Schrittweite im jeweiligen ESV konstruieren.
Der oben genannte Sachverhalt soll nun etwas genauer dargestellt werden. Zur Lösung des folgenden Anfangswertproblems einer gewöhnlichen Differentialgleichung
{\displaystyle {\dot {x}}(t):={\frac {\mathrm {d} }{\mathrm {d} t}}x(t)=f(t,x(t)),\quad x(t_{0})=x_{0}},
mit {\displaystyle t\in J\subset \mathbb {R} } und {\displaystyle x(t)\in \Omega \subset \mathbb {R} ^{n}}, sei auf dem Gitter {\displaystyle J_{h}:=\{t_{0},t_{1},...,t_{N}\}} das implizite Einschrittverfahren
{\displaystyle x_{i+1}^{h}=x_{i}^{h}+h\Phi (t_{i},x_{i}^{h},x_{i+1}^{h};h)}
gegeben. Es handelt sich dabei um eine Differenzenapproximation des AWP, denn
{\displaystyle {\frac {x_{i+1}^{h}-x_{i}^{h}}{h}}=\Phi (t_{i},x_{i}^{h},x_{i+1}^{h};h)}
geht bei einem konsistenten Verfahren für {\displaystyle h\to 0} in die Differentialgleichung über. Überprüfen lasst sich dies mit dem lokalen Diskretisierungsfehler, der im Folgenden im Detail eingeführt wird. Motiviert wird die Definition darüber, wie gut die exakte Lösungsfunktion {\displaystyle x(t)} die Gleichung des Einschrittverfahrens erfüllt:
{\displaystyle x(t+h)=x(t)+h\Phi (t,x(t),x(t+h);h).}
Der Differenzenoperator
{\displaystyle \triangle _{h}\,u(t_{i+1}):={\frac {1}{h}}\,[u(t_{i+1})-u(t_{i})-h\,\Phi (t_{i},u(t_{i}),u(t_{i+1});h)]}
werde für {\displaystyle i=0,1,\ldots ,N} auf eine Gitterfunktion {\displaystyle \{u(t_{i})\}_{i=0}^{N}}, {\displaystyle t_{i}\in J_{h}}, angewendet, für die {\displaystyle u(t_{0})} fixiert ist. Des Weiteren sei {\displaystyle x^{h}} eine approximierende Gitterfunktion, die den Wert {\displaystyle x_{i}^{h}} an der Stelle {\displaystyle t_{i},i=0,1,\ldots ,N}, annimmt. Offensichtlich erfüllt das obige ESV die Beziehung
{\displaystyle \triangle _{h}\,x^{h}(t_{i+1})=0}.
Die numerische Analyse gewöhnlicher Differentialgleichungen beschäftigt sich schwerpunktmäßig mit den Fehlern, die bei jedem Integrationsschritt durch die verwendete Differenzenapproximation hervorgerufen werden und wie diese sich während der Rechnung akkumulieren. Ein Maß für den Fehler, der in einem Schritt auf dem Gitter zu verzeichnen ist, stellt der lokale Diskretisierungsfehler {\displaystyle \delta (\cdot )} dar. Er ist das Residuum des Differenzenoperators {\displaystyle \triangle _{h}}, wenn dieser auf die exakte Lösung des AWPs angewendet wird, d. h.
{\displaystyle \delta (t_{i+1},x(t_{i+1});h):=\triangle _{h}\,x(t_{i+1})={\frac {1}{h}}\,[x(t_{i+1})-x(t_{i})-h\,\Phi (t_{i},x(t_{i}),x(t_{i+1});h)].}
Somit gibt der lokale Diskretisierungsfehler an, wie gut der Differenzenoperator den Differentialoperator approximiert. Es erweist sich, dass eine grundlegende Voraussetzung, die ein ESV erfüllen muss, dessen Konsistenz ist. Diese wichtige Eigenschaft der ESV wird auf der Basis des lokalen Diskretisierungsfehlers definiert. So ist das ESV konsistent (bezüglich des gegebenen AWP) mit der Konsistenzordnung {\displaystyle p}, wenn {\displaystyle p} die größte ganze Zahl bezeichnet, für die der lokale Diskretisierungsfehler die Beziehung
{\displaystyle \delta (t_{i+1},x(t_{i+1});h)=O(h^{p}),\quad \;h\rightarrow 0,}
erfüllt. Dabei impliziert {\displaystyle O(h^{p})} die Existenz endlicher Konstanten {\displaystyle C} und {\displaystyle h_{0}>0}, so dass
{\displaystyle \delta (t_{i+1},x(t_{i+1});h)\leq C\,h^{p}}
für {\displaystyle h\leq h_{0}} ist. Konsistenz bedeutet im Allgemeinen, dass für die Ordnung des Verfahrens {\displaystyle p\geq 1} gilt.
Das folgende Beispiel soll den dargestellten Sachverhalt illustrieren. Betrachtet werde das Euler(vorwärts)-Verfahren
{\displaystyle x_{i+1}^{h}=x_{i}^{h}+hf(x_{i}^{h})}
zur Lösung des AWP einer skalaren und autonomen Differentialgleichung erster Ordnung
{\displaystyle {\dot {x}}(t)=f(x(t)),\quad x(t_{0})=x_{0}.}
Unter hinreichenden Glattheitsvoraussetzungen an die Funktion {\displaystyle f} lässt sich die zugehörige Lösung unter Verwendung einer Taylor-Entwicklung in der Form
{\displaystyle x(t_{i+1})=x(t_{i}+h)=x(t_{i})+h{\dot {x}}(t_{i})+O(h^{2})}
darstellen. Verwendet man den über die Differentialgleichung bestehenden Zusammenhang {\displaystyle {\dot {x}}=f(x)}, so resultiert
{\displaystyle x(t_{i+1})=x(t_{i})+hf(x(t_{i}))+O(h^{2}).}
Damit ergibt sich für den lokalen Diskretisierungsfehler des Euler(vorwärts)-Verfahrens
{\displaystyle {\begin{aligned}\delta (t_{i+1},x(t_{i+1});h)&={\frac {1}{h}}[x(t_{i+1})-x(t_{i})-hf(x(t_{i}))]\\&={\frac {1}{h}}[x(t_{i})+hf(x(t_{i}))+O(h^{2})-x(t_{i})-hf(x(t_{i}))]\\&=O(h),\end{aligned}}}
d. h. das Euler(vorwärts)-Verfahren besitzt die Konsistenzordnung {\displaystyle p=1}. Insbesondere geht der lokale Diskretisierungsfehler linear in {\displaystyle h} für {\displaystyle h\rightarrow 0} gegen Null, was zumindest garantiert, dass das numerische Ersatzproblem (d. h. das ESV) im Grenzwert in das AWP übergeht.